# 賴恩·斯蒂克
賴恩·威廉·斯蒂克（英語：Ryan William Stirk，2000年9月25日—）是一名威爾斯足球運動員，司職中場，現效力於英冠球會伯明翰。

## 球會生涯
斯蒂克生於伯明翰，在塔姆沃思長大。他有兩名哥哥，他父母均熱愛足球運動。2010年他加入伯明翰足球學院學習踢球，14歲時便隨球隊U18進行季前集訓，並在2017年7月取得獎學金，正式成為伯明翰的青年球員。17時生日時他簽下首份職業合約，合約期為三年及球會擁有一年延長權。
20/21球季，當球會確定保級成功後，主教練李·保耶表示會在餘下兩場比賽使用邊緣球員。2021年5月1日對卡迪夫城的賽事，斯蒂克首次在職業聯賽上場，他踢滿了全場，而球隊以4-0落敗。球季閉幕日的比賽，他同樣上場參賽。6月，他與球會續約一年，並附有一年延長權。
2021年7月27日，他被外借至英乙球會曼斯菲尔德城至季末，而他的另一名前伯明翰U23隊友瑞安·伯克亦轉會至曼斯菲尔德城。球季揭幕日對布里斯托尔流浪者的比賽，他首次代表新球會上場，在補時階段換入。9月中他因傷退下六星期，但復出後在11月13日取得首顆職業生涯進球，使球隊以2-1擊敗史提芬納治。

## 國家隊生涯
雖然斯蒂克生於英格蘭，但由於祖母是威爾斯人關係，使他能代表威爾斯出賽。他13歲時便入選威爾斯U16名單，但沒有上場。15歲時便代表威爾斯U17首次參加國賽比際，此外他亦曾代表威爾斯U19和威爾斯U21參賽。